# Ana Rita
Pour les articles homonymes, voir Rita.
Ana Rita Andrade Gomes, plus communément appelée Ana Rita ou encore Ana Gomes, née le 8 août 1976 à Lisbonne, est une footballeuse internationale portugaise qui jouait au poste de défenseur ou de milieu de terrain. Elle a la particularité d'être sourde.

## Biographie
Elle débute au sein du GS Carcavelos, alors qu'elle n'a que 14 ans et dispute deux saisons en Taça Nacional Feminino, première version du Championnat du Portugal de football féminin. Par la suite elle rejoint le Grupo Musical Desportivo 9 Abril Trajouce, avec qui elle devient vice-championne de la Taça Nacional Feminino, dès sa première saison. Puis arrive sa période la plus faste lorsqu'elle s'aligne au sein du 1° Dezembro, qui va devenir est un des clubs phares du football féminin au Portugal. Elle remporte le premier championnat de l'histoire du club en 2000. Elle y reste 10 saisons s'octroyant un total de 4 championnats et s'offrant même le luxe d'un doublé (coupe-championnat) lors de sa dernière saison (2003-2004).
Arrivée en 2007, en Islande, au sein d'un des nombreux clubs de la capitale, l'IR Reykjavik. Elle y joue en première division, jouant 16 matches et marquant 3 buts, néanmoins le club n'évite pas la relégation au second niveau national. Elle remporte, avec deux autres internationales portugaises (Dani Veloso et Liliana Martins), le 1.deild kvenna, soit la deuxième division islandaise, en battant le Grindavík/Reynir/Víðir, par 4 buts à 1. De retour en première division le club est à nouveau relégué. En 2010, elle quitte le club islandais du IR Reykjavik afin de rejoindre celui du FH Hafnarfjörður, où elle retrouve ses deux compatriotes lusophones, Liliana Martins et Joana Pavão. Malheureusement c'est encore une fois la descente en fin de saison, et rejoint à nouveau, pour la saison 2011, les bleues et blanches de l'IR, qui évoluent toujours en deuxième division.

## Statistiques

### En club
| Saison                | Club                  | Championnat                         | Championnat | Championnat | Coupe(s) nationale(s) | Coupe(s) nationale(s) | Compétition(s) continentale(s) | Compétition(s) continentale(s) | Compétition(s) continentale(s) | Sélection | Sélection | Sélection | Total | Total |
| Saison                | Club                  | Division                            | M.          | B.          | M.                    | B.                    | Comp.                          | M.                             | B.                             | Équipe    | M.        | B.        | M.    | B.    |
| 1990-91               | GS Carcavelos         | Taça Nacional Feminino              | -           | -           | -                     | -                     | -                              | 0                              | 0                              | -         | 0         | 0         | 0     | 0     |
| 1991-92               | GS Carcavelos         | Taça Nacional Feminino              | -           | -           | -                     | -                     | -                              | 0                              | 0                              | -         | 0         | 0         | 0     | 0     |
| Sous-total            | Sous-total            | Sous-total                          | -           | -           | -                     | -                     | -                              | 0                              | 0                              | -         | 0         | 0         | 0     | 0     |
| 1992-93               | Trajouce              | Taça Nacional Feminino              | -           | -           | -                     | -                     | -                              | 0                              | 0                              | -         | 0         | 0         | 0     | 0     |
| 1993-94               | Trajouce              | Nacional Feminino                   | -           | -           | -                     | -                     | -                              | 0                              | 0                              | -         | 0         | 0         | 0     | 0     |
| Sous-total            | Sous-total            | Sous-total                          | -           | -           | -                     | -                     | -                              | 0                              | 0                              | -         | 0         | 0         | 0     | 0     |
| 1994-95               | 1° Dezembro           | Nacional Feminino                   | -           | -           | -                     | -                     | -                              | 0                              | 0                              | -         | 0         | 0         | 0     | 0     |
| 1995-96               | 1° Dezembro           | Nacional Feminino                   | -           | -           | -                     | -                     | -                              | 0                              | 0                              | A         | 4         | 0         | 4     | 0     |
| 1996-97               | 1° Dezembro           | Nacional Feminino                   | -           | -           | -                     | -                     | -                              | 0                              | 0                              | -         | 0         | 0         | 0     | 0     |
| 1997-98               | 1° Dezembro           | Nacional Feminino                   | -           | -           | -                     | -                     | -                              | 0                              | 0                              | A         | 6         | 1         | 6     | 1     |
| 1998-99               | 1° Dezembro           | Nacional Feminino                   | -           | -           | -                     | -                     | -                              | 0                              | 0                              | A         | 2         | 0         | 2     | 0     |
| 1999-00               | 1° Dezembro           | Nacional Feminino                   | -           | -           | -                     | -                     | -                              | 0                              | 0                              | A         | 10        | 0         | 10    | 0     |
| 2000-01               | 1° Dezembro           | Nacional Feminino                   | -           | -           | -                     | -                     | -                              | 0                              | 0                              | A         | 4         | 0         | 4     | 0     |
| 2001-02               | 1° Dezembro           | Nacional Feminino                   | -           | -           | -                     | -                     | -                              | 0                              | 0                              | A         | 8         | 1         | 8     | 1     |
| 2002-03               | 1° Dezembro           | Nacional Feminino                   | -           | -           | -                     | -                     | -                              | 0                              | 0                              | A         | 6         | 1         | 6     | 1     |
| 2003-04               | 1° Dezembro           | Nacional Feminino                   | -           | -           | -                     | -                     | -                              | 0                              | 0                              | A         | 8         | 0         | 8     | 0     |
| Sous-total            | Sous-total            | Sous-total                          | -           | -           | -                     | -                     | -                              | 0                              | 0                              | -         | 48        | 3         | 48    | 3     |
| 2004-05               | V. Setúbal            | Nacional Feminino                   | -           | -           | -                     | -                     | -                              | 0                              | 0                              | -         | 0         | 0         | 0     | 0     |
| 2005-06               | V. Setúbal            | Nacional Feminino                   | -           | -           | -                     | -                     | -                              | 0                              | 0                              | -         | 0         | 0         | 0     | 0     |
| Sous-total            | Sous-total            | Sous-total                          | -           | -           | -                     | -                     | -                              | 0                              | 0                              | -         | 0         | 0         | 0     | 0     |
| 2005-06               | SC Huelva             | Primera Nacional de Fútbol Femenino | -           | -           | -                     | -                     | -                              | 0                              | 0                              | A         | 1         | 0         | 1     | 0     |
| 2006-07               | SC Huelva             | Superliga Femenina                  | -           | -           | -                     | -                     | -                              | 0                              | 0                              | -         | 0         | 0         | 0     | 0     |
| Sous-total            | Sous-total            | Sous-total                          | -           | -           | -                     | -                     | -                              | 0                              | 0                              | -         | 1         | 0         | 1     | 0     |
| 2007                  | IR Reykjavik          | Landsbankadeild kvenna              | 16          | 3           | 1                     | 0                     | -                              | 0                              | 0                              | A         | 4         | 0         | 21    | 3     |
| 2008                  | IR Reykjavik          | 1.deild kvenna                      | 15          | 7           | 0                     | 0                     | -                              | 0                              | 0                              | A         | 8         | 0         | 23    | 7     |
| 2009                  | IR Reykjavik          | Pepsi-deild kvenna                  | 12          | 0           | 1                     | 0                     | -                              | 0                              | 0                              | -         | 0         | 0         | 13    | 0     |
| Sous-total            | Sous-total            | Sous-total                          | 43          | 10          | 2                     | 0                     | -                              | 0                              | 0                              | -         | 12        | 0         | 57    | 10    |
| 2010                  | FH Hafnarfjörður      | Úrvalsdeild kvenna í knattspyrnu    | 17          | 1           | 2                     | 0                     | -                              | 0                              | 0                              | -         | 0         | 0         | 19    | 1     |
| Sous-total            | Sous-total            | Sous-total                          | 17          | 1           | 2                     | 0                     | -                              | 0                              | 0                              | -         | 0         | 0         | 19    | 1     |
| 2011                  | IR Reykjavik          | 1.deild kvenna                      | 3           | 0           | 0                     | 0                     | -                              | 0                              | 0                              | -         | 0         | 0         | 3     | 0     |
| Sous-total            | Sous-total            | Sous-total                          | 3           | 0           | 0                     | 0                     | -                              | 0                              | 0                              | -         | 0         | 0         | 3     | 0     |
| Total sur la carrière | Total sur la carrière | Total sur la carrière               | 63          | 11          | 4                     | 0                     | -                              | 0                              | 0                              |           | 61        | 3         | 128   | 14    |

Statistiques actualisées le 29 novembre 2019

#### Matchs disputés en coupes continentales
| Matchs | Date              | Stade        | Adversaire       | Résultat | Minutes | Compétition | Buts | Tour                   | Club        |
| ------ | ----------------- | ------------ | ---------------- | -------- | ------- | ----------- | ---- | ---------------------- | ----------- |
| 1      | 25 septembre 2002 | -, Innsbruck | Innsbrucker AC   | 2 – 1    | 90 min  | Women's Cup | 0    | Phase de qualification | 1° Dezembro |
| -      | 21 août 2003      | -, Bilbao    | 1. FFC Francfort | 4 – 0    | 90 min  | Women's Cup | 0    | Phase de qualification | 1° Dezembro |

### En sélection nationale
Alors qu'elle réalise de belles prestations avec le 1° Dezembro[réf. nécessaire], l’entraîneur national de l’époque, Leonel Domingues, l'appelle à intégrer la sélection. Elle dispute son premier match en A, le 17 mars 1996, où la sélection lusophone rencontre l'équipe de Finlande, lors du match de classementpour la 7e place de l'éditon 1996 de l'Algarve Cup. Elle entre en remplacement d'Olivia à la 83e minute. 
Elle marque son premier but le 4 avril 1998, lors de la victoire 2-0, à l'extérieur, contre la Belgique. Elle met le premier but des Portugaises dès la 8e minute.
Le 27 septembre 2008, elle met un terme à sa carrière internationale à l'issue du match opposant la sélection portugaise à l'Ukraine (1-1).
| Matches officiels d'Ana Rita en sélections portugaises au 30 novembre 2019 | Matches officiels d'Ana Rita en sélections portugaises au 30 novembre 2019 | Matches officiels d'Ana Rita en sélections portugaises au 30 novembre 2019 | Matches officiels d'Ana Rita en sélections portugaises au 30 novembre 2019 | Matches officiels d'Ana Rita en sélections portugaises au 30 novembre 2019 |
| Club                                                                       | V.                                                                         | N.                                                                         | D.                                                                         | Buts                                                                       |
| -------------------------------------------------------------------------- | -------------------------------------------------------------------------- | -------------------------------------------------------------------------- | -------------------------------------------------------------------------- | -------------------------------------------------------------------------- |
| Portugal A (90 matchs: 100,00 %) (Incomplet)                               | 14 (22,95 %)                                                               | 7 (11,48 %)                                                                | 40 (65,57 %)                                                               | 5 (0 %)                                                                    |
| Total (Incomplet)                                                          | 14 (22,95 %)                                                               | 7 (11,48 %)                                                                | 40 (65,57 %)                                                               | 5                                                                          |

## Palmarès

### Avec leGMD 9 Abril Trajouce
- Vice-championne de la Taça Nacional Feminino : 1 fois — 1992-93.

### Avec le1° Dezembro
- Championne du Nacional Feminino : 4 fois — 1999-00, 2001-02, 2002-03, 2003-04.
- Vainqueur de la Taça de Portugal : 1 fois — 2003-04.
- Vice-championne du Nacional Feminino : 3 fois — 1995-96,  1996-97 et 2000-01.

### Avec leSC Huelva
- Championne de la Primera Nacional de Fútbol Femenino groupe 5 en 2005-06.

### Avec l'IR Reykjavik
- Championne de la 1.deild kvenna en 2008.